# The Plains
The Plains – jednostka osadnicza w Stanach Zjednoczonych, w stanie Ohio, w hrabstwie Athens.